# Dietrich von Regenstein
Graf Dietrich von Regenstein (erwähnt zwischen 1219 und 1231) war Domherr und Kämmerer in Halberstadt.

## Leben
Er stammte aus dem Geschlecht der Grafen von Regenstein und war der Sohn des Grafen Heinrich I. von Regenstein. Im Jahre 1219 wird er erstmals als Domherr und Kämmerer im Bistum Halberstadt erwähnt. Sein Bruder Ulrich I. gründete die Heimburger Linie und sein Bruder Siegfried I. die Regensteiner Linie des Grafengeschlechts.